# Pawsonellus africanus
Pawsonellus africanus is een zeekomkommer uit de familie Cucumariidae.
De wetenschappelijke naam van de soort werd in 1986 gepubliceerd door A.S. Thandar.